# Xã Courtland, Quận Republic, Kansas
Xã Courtland (tiếng Anh: Courtland Township) là một xã thuộc quận Republic, tiểu bang Kansas, Hoa Kỳ. Năm 2010, dân số của xã này là 395 người.